# Olivellopsis simplex
Olivellopsis simplex is een slakkensoort uit de familie van de Bellolividae. De wetenschappelijke naam van de soort werd voor het eerst geldig gepubliceerd in 1868 door Pease als Olivella simplex.